# Schweinitz bei Loburg
Schweinitz bei Loburg bezeichnet ein FFH-Gebiet in der Stadt Möckern im Landkreis Jerichower Land in Sachsen-Anhalt.

## Allgemeines
Das FFH-Gebiet ist circa 111 Hektar groß. Im Südosten grenzt es an das Landschaftsschutzgebiet „Westfläming“. Das FFH-Gebiet ist durch die Landesverordnung zur Unterschutzstellung der Natura 2000-Gebiete im Land Sachsen-Anhalt (N2000-LVO LSA) seit dem 21. Dezember 2018 rechtlich gesichert. Zuständige untere Naturschutzbehörde ist der Landkreis Jerichower Land.

## Beschreibung
Das FFH-Gebiet liegt östlich von Magdeburg. Es umfasst ein Gebiet in der Niederung der Ehle, das zum Teil von Offenland geprägt und zum Teil bewaldet ist. Das Offenland wird teilweise von Mähwiesen mit Wiesenstorchschnabel, Wiesensauerampfer, Wiesenbocksbart und Vogelwicke eingenommen. Die Wälder werden unter anderem von Waldkiefer, Rotbuche, Trauben- und Stieleiche gebildet. Das Gebiet ist Lebensraum verschiedener Fledermausarten.
Das Gebiet wird von der Bundesstraße 246 gequert.